# Autovía A-73
Die Autovía A-73 oder Autovía Burgos–Aguilar de Campoo ist eine Autobahn in Spanien. Die Autobahn soll nach Fertigstellung in Burgos beginnen und in Aguilar de Campoo enden.
Der Abschnitt Quintanilla-Vivar – Quintanaortuño mit 8,5 km Länge wurde 2013 fertiggestellt, der Abschnitt von Burgos – Quintanilla-Vivar mit 1,5 km Länge im Jahr 2015. Im Bau befindet sich der 17,7 km lange Abschnitt von Pedrosa de Valdelucio bis Aguilar de Campoo (Anschluss an die Autovía A-67), der 2020 eröffnet werden soll.[veraltet] Alle weiteren Abschnitte der Autobahn sind in verschiedenen Planungsstadien.

## Streckenverlauf

### Abschnitte
| Position | Kurzbezeichnung des Abschnitts | Abschnitt                                     | km    | Eröffnung                                   |
| -------- | ------------------------------ | --------------------------------------------- | ----- | ------------------------------------------- |
| 1        | A-73 BU-30                     | Burgos (BU-30)-Quintanilla Vivar              | 1,5   | 2015                                        |
| 2        | A-73                           | Quintanilla Vivar-Quintanaortuño              | 8,5   | 2013                                        |
| 3        |                                | Quintanaortuño-Montorio                       | 11,7  | in Planung                                  |
| 4        |                                | Montorio-Santa Cruz del Tozo                  | 17,1  | in Planung                                  |
| 5        |                                | Santa Cruz del Tozo-Pedrosa de Valdelucio     | 14,3  | in Planung                                  |
| 6        |                                | Pedrosa de Valdelucio-Báscones de Valdivia    | 11,95 | in Planung (Eröffnung voraussichtlich 2020) |
| 7        |                                | Báscones de Valdivia-Aguilar de Campoo (A-67) | 5,7   | in Planung (Eröffnung voraussichtlich 2020) |

### Streckenführung
| Position | höchstzulässige Geschwindigkeit (km/h) | Fahrbahnen | km | Richtung (Aguilar de Campo)                             | Richtung (Burgos) | Anschluss an                          |
| -------- | -------------------------------------- | ---------- | -- | ------------------------------------------------------- | --- | ------------------------------------- |
| 1        | 40                                     | 2          |    | Beginn der A-73                                         | Ende der A-73 Kreisverkehr Villarcayo Quintanilla Vivar Villatorio Burgos-Industriegebiet Villalonquéjar Industriegebiet Villalonquéjar Calle Valle de Losa | CL-629 N-623 N-627                    |
| 2        | 40                                     | 2          |    | Vitoria Flughafen-Burgos-Logroño-Madrid                 | Vitoria Flughafen-Burgos-Logroño-Madrid | BU-30 A-1 Zoll E 5 AP-1 N-120 E 5 A-1 |
| 3        | 100                                    | 2          | 1  |                                                         | Vitoria-Madrid-Logroño Burgos Quintanilla Vivar | BU-30 N-623 N-627                     |
| 4        | 120                                    | 2          | 9  | Quintanaortuño-Villarcayo                               | Quintanaortuño-Villarcayo | N-623 N-627 CL-629                    |
| 5        | 80                                     | 2          |    | Ende der A-73                                           | Beginn der A-73 | N-623 N-627                           |
| 6        |                                        | 2          |    | Abschnitt Quintanaortuño-Aguilar de Campoo (in Planung) | Abschnitt Aguilar de Campoo-Quintanaortuño (in Planung) |                                       |

## Größere Städte an der Autobahn
- Burgos
- Aguilar de Campoo